# Fox Entertainment Group
Fox Entertainment Group (FEG) a fost o companie de divertisment americană specializându-se în divertisment filmat deținută de 21st Century Fox. Urmând achiziției lui 21st Century Fox de Disney, activele grupului au fost dispersate în unitățile Disney. Studiourile de film 20th Century Fox (cunoscut acum ca 20th Century Studios), Fox Searchlight Pictures (cunoscut acum ca Searchlight Pictures) și Blue Sky Studios au fost transferate la Walt Disney Studios, iar Fox Star Studios (cunoscut acum ca Star Studios) a fost transferat la Walt Disney Direct-to-Consumer & International.
Fostul proprietar, 21st Century Fox, cunoscut anterior News Corporation, a achiziționat tot stocul Fox Entertainment Group în 2005. În 2013, News Corporation a fost redenumit în 21st Century Fox și activele de publicare au fost desprinse în noul News Corp ca parte a unei reorganizări corporative.
FEG a fost numit indirect după William Fox, care a creat Fox Film. Acesta a fuzionat eventual în Twentieth Century Pictures să devină 20th Century Fox.

## Unități

### Transferate la Walt Disney Studios
- 20th Century Fox
- Fox Family
- 20th Century Fox Animation
- 20th Century Fox Games
- 20th Century Fox Television
- Blue Sky Studios
- 20th Century Fox Consumer Products
- Fox Family Entertainment
- Fox Stage Productions
- Fox 2000 Pictures
- Fox Searchlight Pictures
- New Regency Productions (80%, în parteneriat cu Regency Enterprises)
- Boom! Studios (acțiuni minoritare)
- Fox Studios Australia
- Zero Day Fox
- Fox Music

### Transferate la Walt Disney Direct-to-Consumer & International
- Fox Star Studios
- Hulu (30%)
- Hulu Documentary Films
- 20th Century Fox Home Entertainment
- Fox-Paramount Home Entertainment (în partneriat cu Paramount Home Media Distribution)

### Transferate la Disney Parks, Experiences and Products
- FoxNext
- Aftershock Studios
- 20th Century Fox World (licență către Resort World de către Genting Group)